# Cris Brown
Christopher „Cris” Brown (ur. 14 stycznia 1963 w Melbourne) – australijski zapaśnik w stylu wolnym. Pięciokrotny olimpijczyk. Zajął czwarte miejsce w Los Angeles 1984; jedenaste w Barcelonie 1992 i dziewiętnaste w Atlancie 1996. W Moskwie 1980 i Seulu 1988 odpadł w eliminacjach. Walczył w kategoriach 52 – 82 kg.
Piętnasty na mistrzostwach świata w 1987. Trzeci na igrzyskach Oceanu Spokojnego w 1995. Srebrny medalista igrzysk Wspólnoty Narodów w 1982. Mistrz Wspólnoty Narodów w 1995, a drugi w 1993 roku. Pięciokrotny medalista mistrzostw Oceanii w latach 1988 – 1996. Uczestnik walk MMA.